# 乙酰丙酮钐
乙酰丙酮钐是一种配位化合物，化学式为Sm(C5H7O2)3，或简写为Sm(acac)3。它可以和N-溴代丁二酰亚胺在三氯甲烷中反应，得到浅黄色的Sm(Br-acac)3（其中Br-acac为3-溴代-2,4-戊二酮配体）。它的水合物在DMSO中重结晶，可以得到Sm(acac)3·2DMSO·H2O。
它和八羰基二钴反应，可以用于制备SmCo5。